# 崔协
崔協（864年—929年4月9日），字司化，清河郡东武城县（今河北省衡水市故城县）人，五代十国后梁、后唐大臣，在唐明宗李嗣源时代担任宰相（中书侍郎、同中书门下平章事）。

## 背景
崔協出自清河崔氏的清河小房，祖父崔瓘担任吏部尚書，他的父亲崔彥融担任楚州（今江苏省淮安市）刺史，崔彥融担任万年县（今陕西省西安市）令的时候和崔蕘关系很好，崔蕘到县上拜望他，崔彥融不在，崔蕘发现他贿赂权贵的信件，于是开始鄙视他。后来崔彥融升任司勋郎中，时任尚书左丞的崔蕘不愿意见他，宰相知道了其中的过程，于是改任崔彥融为楚州刺史。崔彥融告诫崔協，崔蕘是他的仇人，于是称他为崔仇。崔協从小孝行，他考中进士，担任度支巡官、渭南（今陕西省渭南市）县尉、直史馆，历三署。

## 后梁时代
唐朝灭亡后，在中原兴起的是后梁。崔协担任尚書省左司郎中、萬年县令、給事中。官至兵部侍郎。923年，梁末帝朱友贞派遣兵部侍郎崔协等册命吴越王钱镠为吴越国王。他一次遇到崔蕘的儿子崔居儉，时任中書舍人。他厉声对崔居儉说：“崔蕘的儿子，你怎么敢见我？”崔居儉上奏梁末帝。梁末帝于是贬崔协为太子詹事（完全名誉职位，后梁没有太子）。不久之后，他再担任吏部侍郎。

## 后唐时代
后梁被后唐取代后，崔协被唐庄宗李存勖任命为御史中丞。但是宪司举奏他的奏章，文字用词常常错误，于是多次受到责罚。崔协外表气宇轩昂，说话高谈阔论、不近情理，当时人认为他徒有其表。
唐明宗李嗣源即位初年，崔协被任命为禮部尚書、太常卿。927年，李嗣源罢免了豆卢革、韦说两个宰相，枢密使孔循不愿意河北、河东人担任宰相，于是推荐崔协为宰相。宰相任圜推荐李琪，但是另一个宰相郑珏讨厌李琪，孔循对安重诲说：“李琪不是没有才能，但是他不清廉，朝议中没有超过崔协的。”任圜上奏明宗：
安重诲被人欺卖，如崔协者，少识文字，时人谓之‘没字碑’。臣比不知书，无才而进，已为天下笑，何容中书之内，更有笑端！
李嗣源想让冯道担任宰相，孔循没给李嗣源行礼，一甩衣服就走了，说：“天下的事情一也是任圜，二也是任圜，除非崔协突然死去，如果死不了必须让他当宰相。”因此称病不朝，李嗣源派安重诲劝他，孔循才上朝。安重诲私下对任圜说：“崔协暂作备员，可以吗？”任圜说：“您不用李琪而使崔协为宰相，这就好像抛弃了苏合香丸，选取屎壳螂推的粪球。”孔循和安重诲在一起处理政事，每天都说李琪的坏话，说崔协的好话。正月十一日，终于任命端明殿学士冯道和崔协一起担任中书侍郎、同中書門下平章事，李琪没有被任命。
崔协不能处理许多重要问题，重要文件由他人代写。李嗣源让他判祭酒事。他提出每年录取二百名监生，被议论认为并不适当。明宗问宰相冯道：“卢质近日吃酒否？”冯道回答：“卢质曾到臣居，亦饮数爵，臣劝不令过度，事亦如酒，过则患生。”崔协说：“臣闻‘食医心镜’，酒极好，不加药饵，足以安心神。”
天成四年，李嗣源从开封府回洛阳，门下侍郎、同平章事崔协随行，经过长途跋涉，由于中风，二月廿七日（929年4月9日）去世，虚岁六十六，谥号恭靖。

## 家庭
四子崔頎、崔頌、崔壽、崔貞。